# Quân khu Indonesia

Bản đồ Lãnh thổ Quân đội Indonesia ở 2021

Bộ Tư lệnh Quân khu (tiếng Indonesia: Komando Daerah Militer) viết tắt là  Quân khu (tiếng Indonesia: Kodam) là cơ quan quân sự chịu trách nhiệm bảo vệ đất nước tại khu vực quản lý theo lệnh của Tư lệnh Lực lượng vũ trang Indonesia. Lãnh đạo Quân khu là một Tư lệnh (tiếng Indonesia: Panglima Kodam) với quân hàm Thiếu tướng.

## Danh sách
Hiện tại có tổng cộng 15 Quân khu:
| STT | Tên                        | Logo | Phạm vi                                                              | Tổng hành dinh | Website                                                                               |
| 1.  | Quân khu I/Bukit Barisan   |      | Bắc Sumatera · Tây Sumatera · Riau · Quần đảo Riau                   | Medan          | kodam1-bukitbarisan.mil.id Lưu trữ ngày 2 tháng 12 năm 2019 tại Wayback Machine       |
| 2.  | Quân khu II/Sriwijaya      |      | Jambi · Bengkulu · Nam Sumatera · Quần đảo Bangka Belitung · Lampung | Palembang      | kodam-ii-sriwijaya.mil.id                                                             |
| 3.  | Quân khu III/Siliwangi     |      | Banten · Tây Java                                                    | Bandung        | siliwangi.mil.id Lưu trữ ngày 31 tháng 10 năm 2021 tại Wayback Machine                |
| 4.  | Quân khu IV/Diponegoro     |      | Trung Java · Vùng đặc biệt Yogyakarta                                | Semarang       | kodam4.mil.id Lưu trữ ngày 3 tháng 10 năm 2019 tại Wayback Machine                    |
| 5.  | Quân khu V/Brawijaya       |      | Đông Java                                                            | Surabaya       | kodam5-brawijaya.mil.id Lưu trữ ngày 20 tháng 12 năm 2018 tại Wayback Machine         |
| 6.  | Quân khu VI/Mulawarman     |      | Nam Kalimantan · Đông Kalimantan · Bắc Kalimantan                    | Balikpapan     | kodam-mulawarman.mil.id Lưu trữ ngày 13 tháng 1 năm 2017 tại Wayback Machine          |
| 7.  | Quân khu IX/Udayana        |      | Bali · Tây Nusa Tenggara · Đông Nusa Tenggara                        | Denpasar       | kodam-udayana.mil.id Lưu trữ ngày 23 tháng 8 năm 2020 tại Wayback Machine             |
| 8.  | Quân khu XII/Tanjungpura   |      | Tây Kalimantan · Trung Kalimantan                                    | Kubu Raya      | kodam-tanjungpura.mil.id Lưu trữ ngày 7 tháng 10 năm 2016 tại Wayback Machine         |
| 9.  | Quân khu XIII/Merdeka      |      | Bắc Sulawesi · Gorontalo · Trung Sulawesi                            | Manado         | kodam13-tniad.mil.id Lưu trữ ngày 22 tháng 3 năm 2020 tại Wayback Machine             |
| 10. | Quân khu XIV/Hasanuddin    |      | Tây Sulawesi · Nam Sulawesi · Đông Nam Sulawesi                      | Makassar       | kodam14hasanuddin-tniad.mil.id Lưu trữ ngày 27 tháng 9 năm 2019 tại Wayback Machine   |
| 11. | Quân khu XV/Pattimura      |      | Bắc Maluku · Maluku                                                  | Ambon          | kodam15pattimura.mil.id Lưu trữ ngày 22 tháng 8 năm 2019 tại Wayback Machine          |
| 12. | Quân khu XVII/Cenderawasih |      | Trung Papua · Bắc Papua · Dãy núi Papua · Nam Papua                  | Jayapura       | kodam17cenderawasih-tniad.mil.id Lưu trữ ngày 31 tháng 1 năm 2019 tại Wayback Machine |
| 13. | Quân khu XVIII/Kasuari     |      | Tây Papua                                                            | Manokwari      | kasuari18-tniad.mil.id Lưu trữ ngày 7 tháng 9 năm 2017 tại Wayback Machine            |
| 14. | Quân khu Jayakarta         |      | Jakarta                                                              | Đông Jakarta   | kodamjaya-tniad.mil.id Lưu trữ ngày 7 tháng 9 năm 2017 tại Wayback Machine            |
| 15. | Quân khu Iskandar Muda     |      | Aceh                                                                 | Banda Aceh     | kodamim-tniad.mil.id                                                                  |

## Quân khu trước đây
1. Quân khu III/17 tháng tám tồn tại trong giai đoạn 1959-1984 quản lý tỉnh Tây Sumatra, và Riau
2. Quân khu X/Lambung Mangkurat tồn tại trong giai đoạn 1958-1982 quản lý tỉnh Nam Kalimantan
3. Quân khu XI/Tambun Bungai tồn tại trong giai đoạn 1958-1974 quản lý tỉnh Trung Kalimantan
4. Quân khu VII/Wirabuana tồn tại trong giai đoạn 1950-2017, từ 2017 sáp nhập vào Quân khu XIV/Hasanuddin